# Mathieu Faye
Mathieu Faye (Dakar, 27 luglio 1958) è un ex cestista senegalese.

## Carriera
Con il Senegal ha disputato i Giochi olimpici di Mosca 1980 e i Campionati mondiali del 1978.

## Palmarès
- Campionato francese: 1

CSP Limoges: 1982-83
- Coppa Korać: 1

CSP Limoges: 1982-83